# Трепо Лигозуло
Трѐпо Лигозу̀ло (на италиански: Treppo Ligosullo; на фриулски: Trep Liussul, Треп Лиусул) е община в Северна Италия, провинция Удине, регион Фриули-Венеция Джулия. Административен център на общината е село Трепо Карнико (Treppo Carnico), което е разположено на 671 m надморска височина. Населението на общината е 713 души (към 2018 г.).
Общината е създадена в 1 януари 2018 г. Тя се състои от предшествуващите общини Лигозуло и Трепо Карнико.